# Курашево (гміна Чижі)
Курашево (пол. Kuraszewo) — село в Польщі, у гміні Чижі Гайнівського повіту Підляського воєводства. Населення — 305 осіб (2011).

## Історія
Поблизу села містяться сліди осадництва, які датуються XII століттям. Саме Курашево засноване близько 1560 року.
У 1975—1998 роках село належало до Білостоцького воєводства.

## Демографія
Демографічна структура станом на 31 березня 2011 року:
|          | Загалом | Допрацездатний вік | Працездатний вік | Постпрацездатний вік |
| -------- | ------- | ------------------ | ---------------- | -------------------- |
| Чоловіки | 144     | 15                 | 84               | 45                   |
| Жінки    | 161     | 19                 | 73               | 69                   |
| Разом    | 305     | 34                 | 157              | 114                  |

Близько 1900 року було в селі налічувалося 133 доми та 665 мешканців.

## Культура
У селі діяв фольклорний колектив «Незабудки», який очолювала Ніна Григорук.

## Релігія
У селі діє парафіяльна церква святого Антонія Печерського. У XIX столітті був зведений сучасний дерев'яний церковний будинок. Крім того, у селі міститься каплиця святих Братів Маккавеїв.